# Puestas en carta
Las puestas en carta son dibujos técnicos sobre papel cuadriculado que responden a un primer boceto del diseño que se desea tejer en el textil, utilizadas como paso previo a las tarjetas perforadas que utiliza el telar Jacquard. Dicho telar, patentado en el primer quinquenio del siglo XIX por Joseph Marie Jacquard (1757-1834) fue el primer telar automático de la historia ya que permite accionar todos sus hilos de manera independiente a partir de una serie de  tarjetas perforadas o cartones, sin necesidad de un asistente del tejedor . Dichas tarjetas, estando en posición dentro del mecanismo, permiten el paso de las agujas conectadas a los hilos de la urdimbre correspondientes a las perforaciones, elevándolos para permitir el paso de la lanzadera, Una vez completado el movimiento se utilizaba la siguiente tarjeta y así sucesivamente .
Estas tarjetas perforadas representan la información de la puesta en carta transformada a un formato binario a través de las perforaciones . En el papel cuadriculado de la puesta en carta, cada punto representa el valor de un grupo de agujas que generalmente coincide con el de urdimbres y un número de tarjetas que también coincide con el de tramas que llevará el tejido. A esto se le llama reducción de la puesta en carta, ya que cada punto no representa el cruce de un hijo y una pasada con la única alternativa de tomo o dejo, sino un grupo de ellos, razón por la cual la carta tiene unas dimensiones más reducidas . Por lo tanto, cada tarjeta perforada recoge la información de una pasada de trama, representada en una fila de la puesta en carta. Como el dibujo del tejido está formado por muchas líneas o pasadas y requiere de tantos cartones perforados como pasadas tenga el dibujo, por lo que cuanto más grande y complejo sean los ligamentos, más pasadas tendrá el dibujo y consecuentemente más cartones. La información binaria que contienen los cartones es muy simple, cuando sube el hilo de la urdimbre, vemos el hilo de urdimbre y cuando no sube vemos el hilo o pasada de la trama.